# Stardust Telepath
Stardust Telepath (jap. 星屑テレパス Hoshikuzu terepasu) – czteropanelowa manga z gatunku yuri autorstwa Rasuko Ōkumy, publikowana na łamach magazynu „Manga Time Kirara” wydawnictwa Hōbunsha. Na jej podstawie powstał serial anime wyprodukowany przez Studio Gokumi, który emitowano od października do grudnia 2023. Premiera adaptacji w formie TV dramy odbyła się w czerwcu 2024.

## Fabuła
Umika Konohoshi jest niezwykle nieśmiałą licealistką, która ma problemy z komunikacją do tego stopnia, że czuje się niemalże jakby była kosmitką uwięzioną na Ziemi. Pewnego dnia spotyka jednak Yū Akeuchi, tajemniczą nową uczennicę, która twierdzi, że jest kosmitką potrafiącą odczytywać uczucia innych.

## Bohaterowie
- Umika Konohoshi (jap. 小ノ星 海果 Konohoshi Umika)

Seiyū: Yurie Funato 
- Yū Akeuchi (jap. 明内 ユウ Akeuchi Yū)

Seiyū: Seria Fukagawa 
- Haruno Takaragi (jap. 宝木 遥乃 Takaragi Haruno)

Seiyū: Moe Nagamuta 
- Matataki Raimon (jap. 雷門 瞬 Raimon Matataki)

Seiyū: Shiki Aoki 
- Emihara (jap. 笑原)

Seiyū: Natsumi Takamori 
- Honami Konohoshi (jap. 小ノ星 穂波 Konohoshi Honami)

Seiyū: Hina Yōmiya 

## Manga
Manga Hoshikuzu Telepath po raz pierwszy ukazała się 9 maja 2019 w magazynie „Manga Time Kirara” jako dwurozdziałowa praca gościnna. Pełna publikacja serii rozpoczęła się w tym samym magazynie 9 lipca tego samego roku. Następnie wydawnictwo Hōbunsha rozpoczęło zbieranie rozdziałów do wydań w formacie tankōbon, których pierwszy tom ukazał się 27 lipca 2020. Według stanu na 27 lutego 2025, do tej pory wydano 5 tomów.
| Nr | Data wydania (język japoński) | ISBN (język japoński)  |
| -- | ----------------------------- | ---------------------- |
| 1  | 27 lipca 2020                 | ISBN 978-4-8322-7205-7 |
| 2  | 27 września 2021              | ISBN 978-4-8322-7308-5 |
| 3  | 27 października 2022          | ISBN 978-4-8322-7409-9 |
| 4  | 27 września 2023              | ISBN 978-4-8322-7486-0 |
| 5  | 27 lutego 2025                | ISBN 978-4-8322-9615-2 |

## Anime
Adaptację w formie telewizyjnego serialu anime zapowiedziano 7 października 2022. Została wyprodukowana przez Studio Gokumi i wyreżyserowana przez Kaori, która wraz z Natsuko Takahashi, odpowiadała także za scenariusz. Rolę głównego reżysera animacji i projektanta postaci pełnił Takahiro Sakai. Seria była emitowana od 9 października do 25 grudnia 2023 w AT-X i innych stacjach. Motywem otwierającym jest „Ten to sen” (jap. 点と線) w wykonaniu Miku Itō, kończącym zaś „Tentaizu” (jap. 天体図) autorstwa SoundOrion. Prawa do streamingu serii poza Azją nabył Crunchyroll.

### Lista odcinków
| №  | Tytuł | Premiera             |
| -- | --- | -------------------- |
| 1  | Cometary Encounter Suisei enkaunto (彗星エンカウント)                                                    | 9 października 2023  |
| 2  | Sunset Rocket Yūyake roketto (夕焼ロケット)                                                              | 16 października 2023 |
| 3  | Explosive Mechanic Bakuyaku mekanikku (爆薬メカニック)                                                   | 23 października 2023 |
| 4  | Clashing Seaside Kessen shīsaido (決戦シーサイド)                                                        | 30 października 2023 |
| 5  | Endless Dreamer Mugen dorīmā (無限ドリーマー)                                                            | 6 listopada 2023     |
| 6  | Salutatory Initiation Kanpai inishiēshon (乾杯イニシエーション)                                          | 13 listopada 2023    |
| 7  | Daring Leadership Daitan rīdāshippu (大胆リーダーシップ)                                                 | 20 listopada 2023    |
| 8  | Into Battle, Ultra High‑Power Dream Shutsujin urutora hai pawā dorīmu (出陣ウルトラハイパワードリィーム) | 27 listopada 2023    |
| 9  | Planetary Gravity Wakusei gurabiti (惑星グラビティ)                                                      | 4 grudnia 2023       |
| 10 | Crybaby Restart Nakimushi risutāto (泣虫リスタート)                                                      | 11 grudnia 2023      |
| 11 | Rematching Seaside Saisen shīsaido (再戦シーサイド)                                                      | 18 grudnia 2023      |
| 12 | Stardust Telepath Hoshikuzu terepasu (星屑テレパス)                                                      | 25 grudnia 2023      |

## TV drama
17 marca 2024 ogłoszono powstanie adaptacji w postaci dramatu telewizyjnego, za produkcję którego odpowiadają TV Tokyo i Dub. Wystąpiła w nim grupa idolek AKB48. Reżyserią zajęli się Emi Yasumura i Tomoya Sugioka, a scenariusz napisał Sugioka. Serial był emitowany od 25 czerwca do 28 sierpnia 2024 w stacji TV Tokyo.

## Odbiór
W 2021 roku seria została nominowana podczas siódmej edycji konkursu Next Manga Award w kategorii najlepsza manga drukowana.